# Бобитал
Бобитал (фр. Bobital) насеље је и општина у северозападној Француској у региону Бретања, у департману Приморје која припада префектури Денан.
По подацима из 2011. године у општини је живело 1.048 становника, а густина насељености је износила 210,02 становника/km². Општина се простире на површини од 4,99 km². Налази се на средњој надморској висини од 105 метара (максималној 111 m, а минималној 54 m).

## Демографија
| 1962. | 1968. | 1975. | 1982. | 1990. | 1999. | 2011. |
| ----- | ----- | ----- | ----- | ----- | ----- | ----- |
| 376   | 408   | 565   | 782   | 934   | 865   | 1.048 |

График промене броја становника у току последњих година